# Robert Hughes (écrivain)
Pour les articles homonymes, voir Robert Hughes.
Robert Studley Forrest Hughes, AO ( Sydney, 28 juillet 1938 - New York, 6 août 2012) est un écrivain et historien d'art d'origine australienne ayant vécu aux États-Unis. 

## Biographie
Il étudie au lycée Jésuite de Saint Ignatius College, Riverview à Sydney et plus tard à l'Université de Sydney, avec ses compatriotes Germaine Greer et Clive James.
En 1964, il quitte l'Australie pour l'Angleterre. Il a écrit pour The Spectator, The Daily Telegraph, The Times, The Observer, et Oz Magazine. En 1970, il quitte l'Angleterre pour les États-Unis et y devient un critique d'art pour Time magazine. Il était critique d’art pour Time depuis plus de trente ans.
Il est principalement connu pour son livre The Fatal Shore (« Le Rivage fatal »), publié en 1987 et qui traite de façon approfondie de la déportation des bagnards britanniques en Australie de la fin du XVIIIe siècle au milieu du XIXe siècle. Son documentaire sur l’histoire de l’art, The Shock of the New (« Le Choc de la nouveauté »), devint plus tard un autre best-seller. Il est l’auteur en 2006 de mémoires Things I Didn't Know (« Les choses que je ne savais pas »), et, en 2007, de Rome, une histoire personnelle de la ville.
En 2006 il reçoit la Creu de Sant Jordi, distinction décernée par la Generalitat de Catalogne.
Il décède le 6 août 2012 des suites d'une longue maladie.

## Publications
- American Visions: The Epic History of Art in America (The Harvill Press, 1998.  (ISBN 1-86046-533-1))
- The Art of Australia (1966.  (ISBN 0-14-020935-2))
- Barcelona (Vintage, 1992.  (ISBN 0-394-58027-3))
- Barcelona: the Great Enchantress (2001.  (ISBN 0-7922-6794-X). Condensed version of Barcelona.)
- Culture of Complaint (Oxford University Press, 1993.  (ISBN 0-19-507676-1))
- Donald Friend (Edwards and Shaw, Sydney, 1965)
- The Fatal Shore (Alfred A. Knopf Inc., 1987.  (ISBN 0-394-50668-5))
- Goya (Alfred A. Knopf, 2004.  (ISBN 0-09-945368-1))
- Heaven and Hell in Western Art (Weidenfeld and Nicolson, London 1968)
- A Jerk on One End: Reflections of a Mediocre Fisherman (1998.  (ISBN 0-345-42283-X))
- Lucian Freud Paintings (Thames & Hudson, 1989.  (ISBN 0-500-27535-1))
- Nothing if Not Critical: Selected Essays on Art and Artists (incluant l'essai 'SoHoiad' ; The Harvill Press, 1991.  (ISBN 1-86046-859-4))
- The Shock of the New: Art and the Century of Change (édition mise à jour et enrichie ; Thames & Hudson, 1991.  (ISBN 0-500-27582-3))
- Things I Didn’t Know: À Memoir (Alfred A. Knopf Inc., 2006.  (ISBN 1-4000-4444-8))